# The Sound and the Fury
 The Sound and the Fury és una pel·lícula dramàtica dels Estats Units, realitzada per Martin Ritt i estrenada el 1959. Es tracta d'una versió de la novel·la de William Faulkner El brogit i la fúria (1929).

## Argument[1]
Els Compson havien estat una família rica del sud dels Estats Units, orgullosos i arrogants a l'època de la seva prosperitat, però que amb la misèria s'enfonsen en l'alcoholisme i l'abjecció. És d'aquest univers familiar decadent i auster que somia defugir la jove Caddy Compson. Un vespre de fuga es troba amb un foraster...

## Repartiment
- Yul Brynner: Jason Compson
- Joanne Woodward: Quentin Compson
- Margaret Leighton: Caddy Compson
- Jack Warden: Benjy Compson
- Stuart Whitman: Charlie Busch
- Ethel Waters: Dilsey
- Françoise Rosay: Sra. Caroline Compson
- John Beal: Howard Compson
- Albert Dekker: Earl Snopes
- Stephen Perry: Luster
- Roy Glenn: Job
- Esther Dale (no surt als crèdits): Sra. Maud Mansfield

## Al voltant de la pel·lícula
- En aquesta pel·lícula l'actor Yul Brynner (famós pel seu crani sense pèl) porta de manera excepcional una perruca per al seu paper de Jason Compson.

## Critiques
- "Una obra on l'alè de William Faulkner passa amb tot el seu lirisme i la seva grandesa. Una admirable interpretació anima en profunditat caràcters intensos i apassionats."[2]
- " No queda res de la novel·la de Faulkner, traïda, castrada, ridiculitzada."[3]